# 上天草市立今津中学校
上天草市立今津中学校（かみあまくさしりつ いまつちゅうがっこう）は、熊本県上天草市松島町合津にあった中学校。

## 沿革
- 1947年4月22日 - 今津村立今津中学校創立
- 1955年 - 松島村立今津中学校と改称
- 1956年 - 松島町立今津中学校と改称
- 2004年 - 上天草市立今津中学校と改称
- 2014年 - 上天草市立教良木中学校と統合し上天草市立松島中学校となる